# Natriciteres pembana
Espèce
Synonymes
- Natrix olivacea pembana Loveridge, 1935
- Natriciteres variegata pembana (Loveridge, 1935)

Statut de conservation UICN

 LC  : Préoccupation mineure
Natriciteres pembana est une espèce de serpents de la famille des Natricidae. 

## Répartition
Cette espèce est endémique de Pemba en Tanzanie.

## Publication originale
- Loveridge, 1935 : Scientific results of an expedition to rain forest regions in eastern Africa. I. New reptiles and amphibians from East Africa. Bulletin of the Museum of Comparative Zoology. Cambridge, Massachusetts, vol. 79, p. 3-19 (texte intégral).